# Ordas
Ordas là một thị trấn thuộc hạt Bács-Kiskun, Hungary. Thị trấn này có diện tích 16,52 km², dân số năm 2010 là 430 người, mật độ 26 người/km².